# 立法と調査
立法と調査（りっぽうとちょうさ）は参議院事務局企画調整室が編集・発行する、1964年創刊の調査報告。主に調査室の調査員が執筆する。年6回刊行されていたが平成18年4月にリニューアルされ、ウェブ上に公開されるようになった。略称立調。
議員・議院による立法活動・国政調査活動に資する情報提供、国民への情報発信の役割を果たすものとして位置付けられる。